# Taaq
Taaq (Таак) — ґренландський рок-гурт із містечка Уумманнака, його назва означає «скеля» або «вершина». Колектив виник на початку 1990-их навколо Томаса Ланґе. Найбільший вплив на творчість гурту справили Deep Purple та Rainbow.
1 серпня 1996 року лейбл Melos Records видав перший альбом гурту під назвою Erseqqarissoq («Очевидний»), який став найпопулярнішим альбомом 1996 року в Ґренландії. Всі пісні на ньому виконано ґренландською мовою, альбом було записано між 1 та 19 травня 1996 року в Нууку.
1997 року на лейблі Sermit Records вийшов їхній другий альбом під назвою Isaavissuaq («Брама»). Цього разу на альбомі з'явилося декілька англомовних пісень, тож до запису було запрошено американку Катаріну з Каліфорнії.

## Учасники
- Кнуд Матіассен (Knud Mathiassen) - спів, гітара
- Томас Ланґе (Thomas Lange) - гітара, бек-вокал
- Петер Гендріксен (Peter Hendriksen) - бас-гітара
- Єнс Торін (Jens Thorin) - клавішні
- Пер Йогансон (Per Johanson) - ударні, перкусія
- Катаріна (Kathrine) - вокал (гість)

## Дискографія
- Erseqqarissoq (1996)
- Isaavissuaq (1997)